# Élections municipales de 1962 à Montréal
Les élections municipales de 1962 à Montréal se déroulent le 28 octobre 1962. Le maire sortant, Jean Drapeau, remporte une éclatante réélection en défaisant entre autres Sarto Fournier, ancien maire entre 1957 et 1960. À partir de cette élection, la ville est divisée en quinze districts ayant chacun trois conseillers élu pour un mandat de quatre ans. De plus, c'est dorénavant le maire qui choisit les membres du comité exécutif.

## Résultats

### Mairie
| Parti                             | Parti                             | Candidats                         | Voix    | %      |
| --------------------------------- | --------------------------------- | --------------------------------- | ------- | ------ |
|                                   | Parti civique                     | Jean Drapeau (Sortant)            | 130 207 | 87,81  |
|                                   | Parti des citoyens                | Sarto Fournier                    | 13 572  | 9,15   |
|                                   | Ligue d'action civique            | Paul Lambert                      | 3 713   | 2,50   |
|                                   | Indépendante                      | Louise Parent                     | 784     | 0,53   |
| Vote valides                      | Vote valides                      | Vote valides                      | 148 276 | NC     |
| Bulletins rejetés                 | Bulletins rejetés                 | Bulletins rejetés                 | NC      | NC     |
| Total                             | Total                             | Total                             | NC      | NC     |
| Abstention                        | Abstention                        | Abstention                        | NC      | NC     |
| Nombre d'inscrits / participation | Nombre d'inscrits / participation | Nombre d'inscrits / participation | 348 654 | 42,5 % |

### Conseil municipal
| PARTI         | SIÈGES AU CONSEIL MUNICIPAL |
| ------------- | --------------------------- |
| Parti civique | 39 / 45                     |
| Indépendants  | 5 / 45                      |

## Élections partielles

### Élections partielles dans Rivières-des-Prairies
Après l'annexion de la municipalité de Rivière-des-Prairies à la ville de Montréal le 20 juillet 1963, une élection partielle est tenue le 6 octobre 1963 pour pourvoir les 2 postes de conseiller.

### Élections partielles dans Saraguay
Après l'annexion de la municipalité de Saraguay à la ville de Montréal le 25 avril 1964, une élection partielle est tenue pour pourvoir un postes de conseiller.